# SpaceX Crew-8
SpaceX Crew-8 è stato il 12º volo orbitale con equipaggio di una navicella spaziale Crew Dragon. I quattro membri dell'equipaggio hanno preso parte all'Expedition 71 a bordo della Stazione spaziale internazionale. Dopo diversi rinvii per il brutto tempo a Cape Canaveral, il lancio è avvenuto il 4 marzo 2024 e la missione è terminata con l'ammaraggio nel Golfo del Messico il 25 ottobre 2024 alle 07:29 UTC.

## Equipaggio
Il 1º marzo 2023 Roscosmos assegnò il cosmonauta Grebënkin alla missione. Nell'aprile 2023 i quattro membri dell'equipaggio svolsero addestramenti di situazioni d'emergenza nel mockup del Segmento russo al Centro di addestramento cosmonauti Jurij Gagarin in Russia.
| Ruolo                     | Equipaggio                                              | Equipaggio                                              |
| ------------------------- | ------------------------------------------------------- | ------------------------------------------------------- |
| Comandante                | Matthew Dominick, NASA Expedition 71 Primo volo         | Matthew Dominick, NASA Expedition 71 Primo volo         |
| Pilota                    | Michael Barratt, NASA Expedition 71 Terzo volo          | Michael Barratt, NASA Expedition 71 Terzo volo          |
| Specialista di missione 1 | Jeanette Epps, NASA Expedition 71 Primo volo            | Jeanette Epps, NASA Expedition 71 Primo volo            |
| Specialista di missione 2 | Aleksandr Grebënkin, Roscosmos Expedition 71 Primo volo | Aleksandr Grebënkin, Roscosmos Expedition 71 Primo volo |